# The Wayside
The Wayside (Spitzname „Home of Authors“, deutsch Haus der Schriftsteller) ist ein historisches Wohnhaus in Concord im Bundesstaat Massachusetts der Vereinigten Staaten auf dem Gelände des Minute Man National Historical Park. Es wurde 1962 als National Historic Landmark gewürdigt und 1980 in das National Register of Historic Places eingetragen.

## Architektur
Auf dem knapp 2 Hektar großen Gelände befinden sich neben dem Wohnhaus eine Scheune, ein Brunnen, ein Denkmal zur Erinnerung an den einhundertsten Geburtstag von Nathaniel Hawthorne sowie die Überreste einer Sklavenunterkunft.

### Wohnhaus

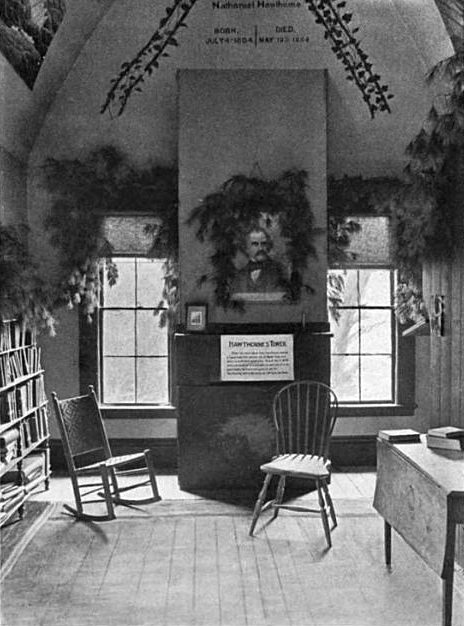
Hawthornes Arbeitszimmer im Turm, 1904

Das auf einem Fundament aus Feldsteinen vollständig aus Holz errichtete Wohnhaus verfügt über zwei Stockwerke und ein Giebeldach, aus dem an der Rückseite ein dreistöckiger Turm herausragt. Das Gebäude wurde im Laufe der Zeit von seinen jeweiligen Eigentümern mehrmals umgebaut, sodass es heute nicht mehr seinem ursprünglichen Aussehen zu Beginn des 18. Jahrhunderts entspricht. Der älteste Teil des Hauses weist einen rechteckigen Grundriss mit zwei Räumen je Stockwerk auf, die um einen zentralen Kamin herum angeordnet sind. So verfügte jedes Zimmer über eine eigene Feuerstelle und damit über eine wichtige Heizmöglichkeit in den kalten Wintern Neuenglands.
1845 erwarb Amos Bronson Alcott das Haus und lebte dort mit seiner Familie bis Ende 1848. Er fügte dem Gebäude, das er „Hillside“ nannte, die mittig angeordnete Dachgaube hinzu und vergrößerte ein Fenster zu einer Tür mit Pilastern an beiden Seiten. Ein Nebengebäude wurde zur Hälfte abgetragen und teilweise an das Haupthaus östlich und westlich angebaut, um Platz unter anderem für ein Badezimmer, zwei neue Schlafzimmer und ein Arbeitszimmer zu schaffen. Die großzügige Küche (heute the Old Room) entstand durch die Zusammenlegung von zwei kleineren Räumen. Zudem strich Alcott das gesamte Haus in rotbrauner Farbe an und errichtete eine Gartenlaube sowie ein Gartenhaus (beide 1846).
1852 zog Nathaniel Hawthorne mit seiner Familie in das Haus und nannte es in „The Wayside“ um. Sie bauten den Ostflügel um, fügten eine Speisekammer hinzu und erneuerten den östlichen Kamin. Noch im gleichen Jahr wurde Hawthorne jedoch als Konsul der Vereinigten Staaten nach England gesandt, sodass die Familie erst 1860 in das Haus zurückkehren konnte. Es folgten weitere umfangreiche Umbauten; unter anderem wurden zu dieser Zeit der dreistöckige Turm hinzugefügt und die 1845 westlich des Hauses errichtete Scheune versetzt.
Im neuen Turm des Gebäudes richtete Hawthorne ein privates Arbeitszimmer ein, das durch eine Wendeltreppe erreichbar ist. Die Einrichtung besteht aus Bücherregalen und Hawthornes Schreibtisch, die Decke zieren Malereien von Arthur Gray aus dem Jahr 1871. Seine Familie lebte nach Hawthornes Tod 1864 noch weitere vier Jahre in dem Haus.
1879 erwarb George Parsons Lathrop, Redakteur des Saturday Evening Courier, gemeinsam mit seiner Frau Rose Hawthorne Lathrop das Haus, bis es 1883 von Harriett und Daniel Lothrop übernommen wurde. Sie nutzten es bis 1924 vorwiegend als Sommerhaus und änderten den Außenanstrich in Grün-Grau. Ebenso schlossen sie das Gebäude an die städtische Wasserversorgung an und nahmen im Laufe der Jahre viele Modernisierungen und Umbauten vor, indem sie unter anderem an der Westseite des Hauses eine aufgeständerte Veranda im Stil der Regency-Architektur hinzufügten. 1888 wurde ein Kohleofen im Keller des Hauses eingebaut, der Wärme für Radiatoren in elf Räumen lieferte. 1891 folgte die Installation des ersten Telefons. 1922 wurden das Heizungssystem modernisiert und das Haus in seinem heutigen Farbton angestrichen.
Alcott und Hawthorne nahmen zudem umfangreiche Maßnahmen zur Landschaftsgestaltung des Grundstücks vor. So errichtete Alcott insgesamt 12 Terrassen am Hang, um dort Blumenbeete und Gemüsegärten anzulegen sowie Zier- und Obstbäume anzupflanzen. Ebenso baute er Umzäunungen, Wege, einen Bienenstock, ein Gewächshaus und eine Gartenlaube zum Weinanbau. Während der Abwesenheit von Hawthorne ließ Alcott 1859 neue Wege auf dem vernachlässigten Grundstück anlegen und mehrere hundert Lärchen und Fichten anpflanzen, die er extra zu diesem Zweck aus England importierte. Die Bäume entlang des Hawthorne Path wurden während des Hurrikans im Jahr 1938 vollständig zerstört, die meisten anderen Bäume sind jedoch erhalten.

### Scheune und weitere Bauwerke

Die Scheune

Die 1716 errichtete, vollständig aus Holz bestehende Scheune befindet sich knapp 5 m östlich des Hauptgebäudes und ist eineinhalb Stockwerke hoch. Sie wurde 1860 an ihren heutigen Standort versetzt, nachdem sie 1845 bereits verkleinert worden war. Zwischen 1883 und 1932 wurde sie baulich weiter verändert. Das Bauwerk verfügt über eine rechteckige Grundfläche von ca. 8,3 m × 6,8 m und ragt mit ihrem mit Holzschindeln gedeckten Giebeldach rund 7 m auf.
Alcott nutzte die Scheune zur Lagerung seiner Ernteerträge und ließ sie daher von ihrer ursprünglichen Position südlich der Straße zu einem Standort westlich des Haupthauses versetzen. Hawthorne versetzte sie an ihren heutigen Standort und verband sie mit dem Wohnhaus, was jedoch von Lothrop wieder rückgängig gemacht wurde. Gegen Ende des 19. Jahrhunderts nahm er umfangreiche bauliche Veränderungen an der Scheune vor, die dem Gebäude weitgehend sein heutiges Aussehen gaben. Heute dient das Bauwerk als Besucherzentrum für The Wayside.
Auf dem Gelände befinden sich darüber hinaus die Überreste eines Hauses aus dem 17. Jahrhundert, von dem angenommen wird, das es einst als Sklavenunterkunft diente. Die dortigen Fundstücke dienen zum Verständnis des Lebens im Concord des 18. Jahrhunderts und sind daher eher mit dem Minute Man National Historical Park verbunden als mit The Wayside.
Zwischen dem Haupthaus und der Scheune befindet sich ein Brunnen, der von Hawthorne angelegt wurde und seit den 1960er Jahren mit einer Metallplatte verschlossen ist.

## Historische Bedeutung

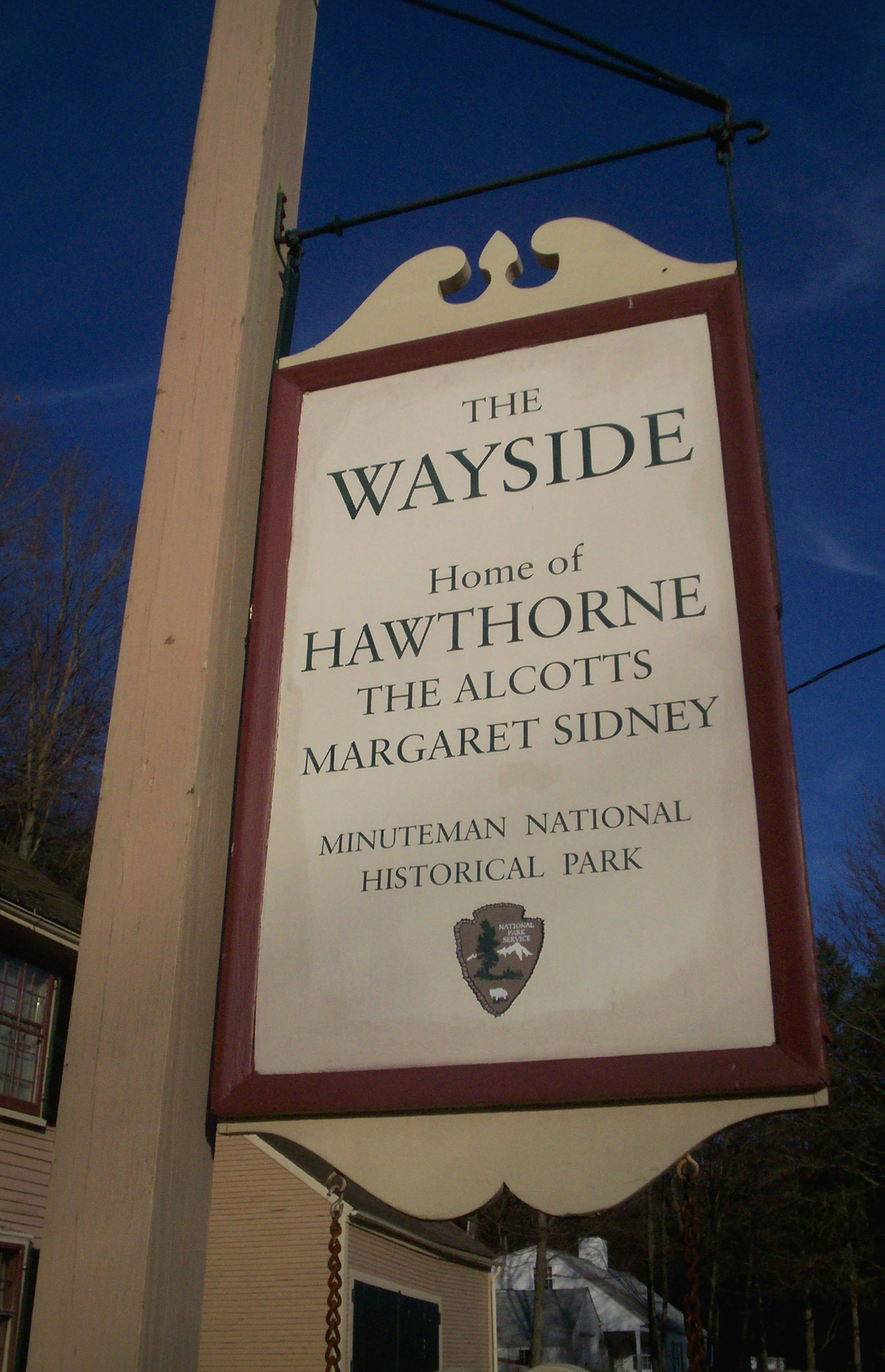
Hinweistafel am Gebäude

Das Haus The Wayside ist für die Vereinigten Staaten von besonderer Bedeutung, da dort mit Amos Bronson Alcott, seiner Tochter Louisa May Alcott, Nathaniel Hawthorne und Harriett M. Lothrop (besser bekannt unter ihrem Pseudonym Margaret Sidney) zu unterschiedlichen Zeitpunkten mehrere bedeutende Schriftsteller des 19. Jahrhunderts mit ihren Familien lebten. Daher trägt das Gebäude auch den Spitznamen „Home of Authors“.
Aufgrund der häufigen Besuche von Henry David Thoreau und Ralph Waldo Emerson bei den Alcotts und den Hawthornes besitzt das Gebäude auch einen starken Bezug zur Bewegung des Transzendentalismus in Concord Mitte des 19. Jahrhunderts. Louisa May Alcott unterrichtete zudem Kinder in der Scheune.
Der National Park Service übernahm die Verantwortung für das Grundstück und die Gebäude nach dem Tod von Margaret Lothrop im Jahr 1965 und gliederte es in den Minute Man National Historical Park ein.